# Kiara Bisaro
Kiara Bisaro es una deportista canadiense que compitió en ciclismo de montaña en la disciplina de campo a través. Ganó una medalla de oro en el Campeonato Mundial de Ciclismo de Montaña de 2004, en la prueba por relevos.

## Palmarés internacional
| Campeonato Mundial | Campeonato Mundial | Campeonato Mundial | Campeonato Mundial         |
| Año                | Lugar              | Medalla            | Competición                |
| ------------------ | ------------------ | ------------------ | -------------------------- |
| 2004               | Les Gets (Francia) | Medalla de oro     | Campo a través por relevos |